# Sherrié Austin

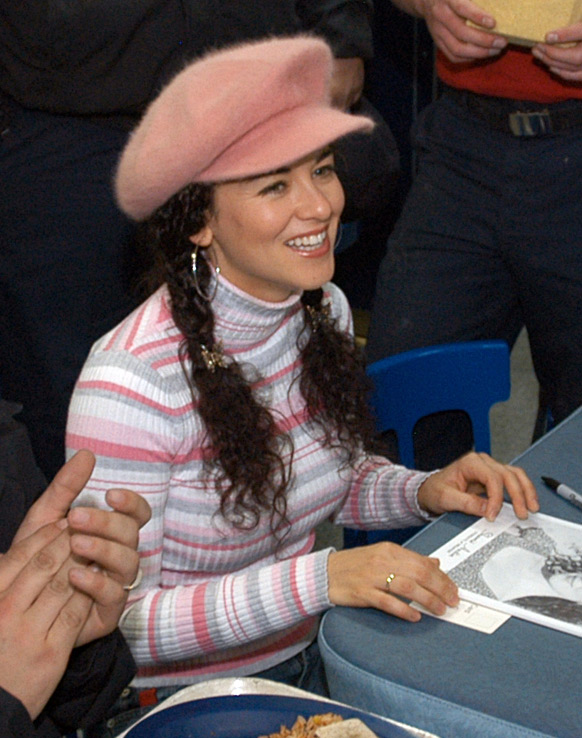
Sherrié Austin

Sherrié Austin  (* 28. August 1970 in Sydney; bürgerlich:  Sherrié Veronica Krenn) ist eine australische Country-Sängerin, Songschreiberin und Schauspielerin. Ihr bislang höchst platzierter Titel Streets of Heaven erreichte 2003 Platz 18 in den Billboard Country-Charts.

## Leben
Beeinflusst von Johnny Cash ist Sherrié Austin seit ihrem 14. Lebensjahr eine aktive Songschreiberin und Sängerin. Sie wirkte zuerst in Australien mit Phil Radford in dem Duo Colorhaus. Danach siedelte sie über in die Vereinigten Staaten. Dort erlangte sie durch ihre Mitwirkung in der TV-Serie The Facts of Life Ende der 1980er eine gewisse Bekanntheit. Anfang der 1990er Jahre ging sie nach Nashville, Tennessee und veröffentlichte 1997 ihr erstes Soloalbum mit dem Titel Words. Die beiden aus dem Album ausgekoppelten Singles Lucky In Love und Put Your Heart Into It erreichten 1997 bzw. 1998 jeweils Platz 34 der C&W-Charts. 1999 gelang ihr mit dem Titel Never Been Kissed aus dem Album Love In The Real World ein Platz 29. Mit dem Titelsong Streets Of Heaven aus dem gleichnamigen Album erreichte sie 2003 Platz 18 der C&W-Charts.
Seit 2005 ist sie verstärkt als Songschreiberin für andere Künstler in Erscheinung getreten. So schrieb sie unter anderem Shotgun Rider (2007) für Tim McGraw, Where Have I Been All My Life (2009) für George Strait, If I was a Woman (2011) für Trace Adkins oder Strong Shot of You (2014) für Jo Dee Messina.
Ihr bislang letztes Album erschien 2011 in kleiner Auflage unter dem Titel Circus Girl auf ihrem eigenen Label, das denselben Namen trägt.

## Diskografie

### Alben
| Jahr | Titel                  | Höchstplatzierung, Gesamtwochen, AuszeichnungChartplatzierungen (Jahr, Titel, Platzierungen, Wochen, Auszeichnungen, Anmerkungen) | Höchstplatzierung, Gesamtwochen, AuszeichnungChartplatzierungen (Jahr, Titel, Platzierungen, Wochen, Auszeichnungen, Anmerkungen) | Anmerkungen          |
| Jahr | Titel                  | US | Country | Anmerkungen          |
| ---- | ---------------------- | --- | --- | -------------------- |
| 1997 | Words                  | — | Country41 (44 Wo.)Country | Arista               |
| 1999 | Love in the Real World | US150 (3 Wo.)US | Country14 (28 Wo.)Country | Arista               |
| 2001 | Followin’ a Feelin’    | — | Country43 (9 Wo.)Country | Madacy Entertainment |
| 2003 | Streets of Heaven      | US144 (1 Wo.)US | Country22 (22 Wo.)Country | Broken Bow Records   |

Weitere Alben
- 1992: Water to the Soul (mit Colorhaus, Interscope Records)
- 2011: Circus Girl (Circus Girl)

### Singles
| Jahr | Titel                                    | Höchstplatzierung, Gesamtwochen, AuszeichnungChartplatzierungen (Jahr, Titel, Platzierungen, Wochen, Auszeichnungen, Anmerkungen) | Höchstplatzierung, Gesamtwochen, AuszeichnungChartplatzierungen (Jahr, Titel, Platzierungen, Wochen, Auszeichnungen, Anmerkungen) | Anmerkungen    |
| Jahr | Titel                                    | US | Country | Anmerkungen    |
| ---- | ---------------------------------------- | --- | --- | -------------- |
| 1992 | Innocent Child Water to the Soul         | US50 (10 Wo.)US | — | mit Colourhaus |
| 1997 | Lucky in Love Words                      | — | Country34 (20 Wo.)Country |                |
| 1997 | One Solitary Tear Words                  | — | Country41 (15 Wo.)Country |                |
| 1998 | Put Your Heart into It Words             | — | Country34 (16 Wo.)Country |                |
| 1998 | Innocent Man Words                       | — | Country74 (1 Wo.)Country |                |
| 1999 | Never Been Kissed Love in the Real World | US89 (10 Wo.)US | Country29 (20 Wo.)Country |                |
| 1999 | Little Bird Love in the Real World       | — | Country49 (8 Wo.)Country |                |
| 2001 | Jolene Followin’ a Feelin’               | — | Country55 (3 Wo.)Country |                |
| 2003 | Streets Of Heaven                        | — | Country18 (26 Wo.)Country |                |
| 2004 | Drivin’ into the Sun Streets Of Heaven   | — | Country50 (6 Wo.)Country |                |
| 2004 | Son of a Preacher Man Streets Of Heaven  | — | Country46 (11 Wo.)Country |                |

Weitere Singles
- 1992: Moving Mountains (mit Colourhaus)
- 1998: Tenderly
- 2001: Time, Love and Money
- 2001: In the Meantime

## Filmografie
- The Facts of Life (1987–1988) (TV)
- Call From Space (1989)
- Open House (1989) (TV - 1 episode)
- Exile (1990 film) (TV)
- Shadows of the Heart (1990)
- An American Summer (1991)
- The Fresh Prince of Bel Air (1991) (TV - 1 episode)